# Luci Canini Gal (cònsol sufecte)
Luci Canini Gal (en llatí Lucius Caninius Gallus) va ser un magistrat romà. Segurament era fill del cònsol de l'any 37 aC Luci Canini Gal. Formava part de la gens Canínia, d'origen plebeu.
Va exercir diverses magistratures, de les quals la més important va ser la de cònsol sufecte l'any 2 aC, en la qual va ocupar el lloc de Marc Plauci Silvà. Va tenir com a col·lega l'emperador August, fins que aquest va renunciar al càrrec. Possiblement al voltant del 9 o 10, Gal va ser nomenat governador proconsular d'Àfrica. Sota el següent emperador, Tiberi, era el president dels curatores alvei Tiberis et riparum et cloacarum urbis o funcionaris responsables del manteniment les ribes del riu Tíber i les clavegueres de la ciutat de Roma.
Canini Gal va ser membre dels quindecemviri sacris faciundis, i també dels Fratres Arvales, dels que l'any 36 n'era magister.